# Стивенс, Нетти
Нетти Мария Стивенс (англ. Nettie Maria Stevens, 7 июля 1861 — 4 мая 1912) — одна из первых американских женщин-генетиков, чей вклад в науку получил официальное признание. Она и Эдмунд Бичер Уилсон независимо друг от друга стали первыми исследователями половых X- и Y-хромосом.

## Биография
Нетти Стивенс родилась в 1861 году. Была старшей из двух дочерей в семье плотника. Была выдающейся студенткой; в течение двух лет она прошла 4-летний курс обучения Уэстфилдской нормальной школы (ныне — Уэстфилдский университет) в штате Массачусетс и была одной из лучших учениц своего курса.
В Стэнфорде она получила степень бакалавра в 1899 году и степень магистра в 1900 году, после чего вернулась в колледж, начав свою карьеру как школьная учительница. Свои научные изыскания в области цитологии Нетти Стивенс продолжила в Бринморском колледже (Пенсильвания), где она занялась исследованиями в рамках того направления, которое задал предыдущий декан факультета биологии Эдмунд Бичер Уилсон и его преемник Томас Хант Морган. Также она выезжала в Европу, где занималась исследованием морских организмов.
Скончалась 4 мая 1912 года в возрасте 50 лет от рака молочной железы.
7 июля 2016 года Google выпустил дудл к 155-летию со дня рождения Нетти Стивенс.

## Научная деятельность
Прославившее её открытие различия между наборами мужских и женских хромосом было сделано в Бринморском колледже. Здесь она проводила цитологические и генетические исследования различных насекомых. Впервые наличие Y-хромосомы ей удалось обнаружить у мучного хрущака (Tenebrio). Впоследствии на примере ряда других насекомых она обнаружила, что у большинства исследуемых видов наборы хромосом различаются в зависимости от пола особи.
Открытие X- и Y-хромосом относится к 1905 году, однако уже в 1903 году, опубликовав отдельные результаты своих исследований, Нетти Стивенс получает докторскую степень.
Помимо исследований в области цитогенетики, Нетти Стивенс также успешно работала в сфере эмбриологии. Несмотря на значительные достижения в своих исследованиях, никаких должностей на своем факультете она не занимала.
После её смерти Т. Морган написал обширный, хотя и несколько пренебрежительный, некролог в журнале Science, характеризуя её не как ученого, а скорее как лаборанта. Это противоречило его предыдущей оценке, которую он дал в рекомендательном письме: «Из всех аспирантов, которые у меня были в течение последних двенадцати лет, никто не был настолько способен вести самостоятельные исследования, как мисс Стивенс…»
Кроме того, именно Нетти Стивенс была первой, кто обнаружил, исследуя человеческие клетки, что женщины имеют две большие Х-хромосомы, в то время как Э. Уилсон не проводил таких наблюдений, проводя анализ хромосом в мужских половых клетках. Под влиянием открытия Нетти Стивенс он даже отредактировал свою оригинальную работу, с тем чтобы включить в неё эти новые данные. Это показывает, что мнение Стивенс было достаточно влиятельным.
В большинстве современных учебников биологии Т. Моргана называют первым исследователем хромосом плодовой мухи дрозофилы, но при этом обычно упускается тот факт, что это Нетти Стивенс начала данное исследование и принесла мушек в лабораторию Моргана.

## Цитаты
«Современные цитологические исследования требуют учитывать множество сложных деталей, значение каждой из которых понятно лишь специалисту. Мисс Стивенс внесла свою долю в значимые открытия, и результат её работ станет лучшей памятью о ней — те мелкие детали, без которых невозможно осуществление общего дела»— Томас Хант Морган. На смерть Нетти Стивенс, 1912 год